# Beilervaart (plaats)
Beilervaart is een buurtschap tussen Beilen en Hoogersmilde in de gemeente Midden-Drenthe, in de Nederlandse provincie Drenthe.
De naam Beilervaart ontleent de buurtschap aan de Beilervaart die in de buurtschap ligt.
De buurtschap is dunbevolkt. De woningen bestaan voornamelijk uit boerderijen. Vele hiervan zijn buiten gebruik genomen. De woningen staan langs het kanaal of op wegen die haaks op de vaart staan. 

Hoofdplaats: Beilen

Overige kernen: Alting · Balinge · Beilervaart · Bovensmilde · Brunsting · Bruntinge · De Polle · Drijber · Elp · Eursing · Eursinge · Garminge · Hijken · Hijkersmilde · Holthe · Hoogersmilde · Hooghalen · Klatering · Laaghalen · Laaghalerveen · Lieving · Lievingerveld · Makkum · Mantinge · Nieuw-Balinge · Norgervaart (deels) · Oosthalen · Oranje · Orvelte · Smalbroek · Rheeveld · Smilde · Spier · Terhorst · Westerbork · Wijster · Witteveen · Zuidveld · Zwiggelte

Drenthe: Steden en dorpen      Nederland: Provincies · Gemeenten